# Marie I de Coucy
Marie I de Coucy, född 1366, död 1405, var en fransk feodalherre. Hon var regerande dam av Coucy och d'Oisy och regerande grevinna av Soissons 1397–1405. 